# Avogadrite
L'avogadrite (simbolo IMA: Avg) è un minerale molto raro della classe degli alogenuri. La sua composizione chimica è KBF4, quindi chimicamente è un tetrafluoroborato di potassio, dove piccole quantità di potassio possono essere sostituite dal cesio.

## Etimologia e storia
L'avogadrite fu scoperta per la prima volta nel 1926 sul Vesuvio in Italia e descritta da Ferruccio Zambonini (1880-1932), che chiamò il minerale in onore del famoso fisico e chimico italiano Amedeo Avogadro (1776-1856).

## Classificazione
La 9ª edizione della sistematica minerale di Strunz, valida dal 2001 e utilizzata dall'Associazione Mineralogica Internazionale (IMA) fino al 2009, classifica l'avogadrite nella classe "3. Alogeni" e da lì nella sottoclasse "3.C Alogeni complessi". Questa è ulteriormente suddivisa in base alla struttura cristallina, in modo che il minerale possa essere trovato nella sezione "3.CA Borofluoruri" in base alla sua struttura, dove forma il sistema nº 3.CA.10 insieme alla barberiite.
Tale classificazione viene mantenuta invariata anche nell'edizione successiva, proseguita dal database "mindat.org".
Nella Sistematica dei lapis (Lapis-Systematik) di Stefan Weiß l'avogadrite si trova nella classe degli "alogenuri (fluoruri, cloruri, bromuri, ioduri)" e da lì nella sottoclasse degli "alogenuri doppi" dove occupa un posto all'interno della sezione dei minerali "con [BF4]1-, [SiF6]2- e [AlF6]3-" dove forma il sistema nº III/B.01 insieme a ferruccite, barberiite e knasibfite.
Anche la classificazione dei minerali secondo Dana, utilizzata principalmente nel mondo anglosassone, classifica l'avogadrite nella classe degli "alogeni" e lì nella sottoclasse degli "alogeni complessi – fluoruri di alluminio". Qui è l'unico membro del gruppo senza nome 11.02.02 all'interno della suddivisione degli "Alogeni complessi (e fluoruri di alluminio) con composizione generale (A)mB(X)4".

## Abito cristallino
L'avogadrite cristallizza nel sistema ortorombico nel gruppo spaziale Pnma (gruppo nº 62) con i parametri reticolari a = 8,66 Å, b = 5,48 Å e c = 7,03 Å oltre a 4 unità di formula per cella unitaria.

## Proprietà
L'avogadrite è debolmente solubile in acqua, che assume un sapore amaro.

## Modificazioni e varietà
Al di sopra dei 273 °C, l'avogadrite converte il suo sistema cristallino nel sistema cubico.

## Origini e giacitura
L'avogadrite si forma per cristallizzazione diretta dai gas vulcanici (sublimazione) delle fumarole attive. I minerali associati includono sassolite, malladrite e hieratite.
Oltre alla sua località tipo in Italia, il minerale è stato trovato anche sul lato occidentale della Valle del Gigante tra il Monte Somma e il Vesuvio e anche sull'isola di Vulcano.
L'altro sito conosciuto per il minerale è l'Oblast' di Kamčatka in Russia.

## Forma in cui si presenta in natura
L'avogadrite sviluppa solo cristalli tabulari microscopicamente piccoli, ottaedri, e rivestimenti sottili e crostosi che sono da incolori a bianchi o da giallastri a rossastri a causa di mescolanze estranee.